# The Grudge (2020)
The Grudge ist ein US-amerikanischer Horrorfilm unter der Regie von Nicolas Pesce, produziert u. a. von Sam Raimi und Robert G. Tapert. Der Film ist der vierte Teil der gleichnamigen Filmreihe, die 2004 mit Der Fluch – The Grudge als Neuverfilmung des japanischen Horrorfilms Juon: The Curse von Takashi Shimizu ins Leben gerufen wurde. Der Film war ursprünglich als Reboot ebendieser Reihe geplant, wurde jedoch zu einem sogenannten Sidequel umfunktioniert, das zeitlich parallel zu den Vorgängerfilmen spielt. Die Handlung des Geschehens wird dabei jedoch größtenteils in einen amerikanischen Vorort verlegt und ereignet sich somit mehrere tausend Kilometer entfernt von den Ereignissen, die in Der Fluch – The Grudge thematisiert werden.
Der Kinostart in den USA war am 3. Januar 2020. In Deutschland und Österreich wurde der Film am 9. Januar 2020 veröffentlicht.

## Handlung
Die alleinerziehende Detektivin Muldoon kommt während einer Ermittlung einem rachsüchtigen Geist auf die Spur und bringt damit nicht nur ihren Sohn in Gefahr.

## Hintergrund

### Entwicklung
Im Jahr 2011 wurde bereits eine Fortsetzung zu Der Fluch – The Grudge 3 angekündigt. Hierbei sollte erneut Ghost House Pictures gemeinsam mit Mandate Pictures die Produktion übernehmen. Später wurde jedoch bekannt, dass der Film ein Reboot der Reihe darstellen solle. Zu diesem Zeitpunkt war noch nicht klar, ob der Film einen Kinostart erhalten wird oder direkt für das Heimkino veröffentlicht werden soll, wie es z. B. dem dritten Teil der US-Reihe ergangen ist.
Im März 2014 wurde schließlich bekannt, dass Jeff Buhler für die Verfassung eines Drehbuchs engagiert wurde. Später gab Buhler bekannt, dass der Film nicht auf die ursprüngliche Reihe aufbauen werde und sich einer eigenen Geschichte widmen wird, die u. a. neue Geister und Dämonen in das Franchise integrieren wird.
Im Juli 2017 wurde bestätigt, dass Nicolas Pesce die Regie des Filmes übernehmen wird und mit der Überarbeitung des Drehbuchs von Jeff Buhler beauftragt wurde.

### Dreharbeiten
Die Dreharbeiten starteten am 7. Mai 2018 in Winnipeg, Manitoba und wurden am 23. Juni 2018 abgeschlossen. Im Juni 2019 wurden einige Nachdrehs durchgeführt.

## Veröffentlichung
Am 28. Oktober 2019 wurde der erste Trailer zum Film veröffentlicht, nachdem zuvor bereits das erste Filmposter präsentiert worden war. In den USA startete der Film am 3. Januar 2020 im Kino. Der deutsche und österreichische Kinostart erfolgte am 9. Januar 2020.